# Zambias flag
Zambias nationalflag er grønt med et panel, bestående af tre lodrette striber i farverne rød (stangside), sort og orange under en flyvende ørn, ved flagets frie kant. Flaget blev taget i brug den 24. oktober 1964, med en lettere ændring i 1996.
| Flag | Spire Denne artikel om flag eller vexillologi er en spire som bør udbygges. Du er velkommen til at hjælpe Wikipedia ved at udvide den. |